# Більче-Золотецька сільська рада
Більче́-Золоте́цька сільська́ ра́да — орган місцевого самоврядування Більче-Золотецької сільської громади в Чортківському районі Тернопільської області. Адміністративний центр — с. Більче-Золоте.

## Загальні відомості
- Територія ради: 108,4 км²
- Населення ради: 4031 (станом на 2020)[1]
- Територією ради протікає річка Серет

## Історія
До 2016 року — адміністративно-територіальна одиниця у Борщівському районі Тернопільської области з територією 8,72 км² та населенням 2 772 особи осіб.
До 19 липня 2020 р. належала до Борщівського району.
12 вересня 2016 року стала центром Більче-Золотецької сільської громади.

## Населені пункти
До 12 вересня 2016 року сільській раді були підпорядковані населені пункти:
- с. Більче-Золоте
- с. Монастирок
- с. Мушкарів
- с. Юр'ямпіль

## Склад ради
Рада складалася з 17 депутатів та голови.
- Голова ради: Огородник Галина Петрівна
- Секретар ради: Магала Наталія Петрівна

### Керівний склад попередніх скликань
| Прізвище, ім'я, по батькові | Основні відомості                                                               | Дата обрання | Дата звільнення |
| --------------------------- | ------------------------------------------------------------------------------- | ------------ | --------------- |
| Склярик Ярослав Іванович    | Сільський голова, 1959 року народження,                                         | 26.03.2006   | 10.03.2010      |
| Огородник Галина Петрівна   | Сільський голова, 1974 року народження, освіта середня спеціальна, позапартійна | 02.06.2013   |                 |

Примітка: таблиця складена за даними сайту Верховної Ради України

### Депутати
За результатами місцевих виборів 2010 року депутатами ради стали:

#### За суб'єктами висування
| Суб'єкт висування | Кількість обраних депутатів | %    |
| ----------------- | --------------------------- | ---- |
| Самовисування     | 16                          | 94,1 |
| Народна партія    | 1                           | 5,9  |

#### За округами
| № округу       | Прізвище, ім'я, по батькові     | Дата визнання обраним | Освіта             | Партійна приналежність | Відомості про обраного депутата                                                              |
| -------------- | ------------------------------- | --------------------- | ------------------ | ---------------------- | -------------------------------------------------------------------------------------------- |
| Народна Партія |                                 |                       |                    |                        |                                                                                              |
| 6              | Блага Ольга Володимирівна       | 02.11.2010            | вища               | член Народної партії   | Управління агропромислового розвитку Борщівської райдерж-адміністрації, голов-ний спеціаліст |
| Самовисування  |                                 |                       |                    |                        |                                                                                              |
| 1              | Масик Роман Петрович            | 02.11.2010            | середня спеціальна | позапартійний          | ТОВ"Корпорація «Колос-ВС», мель-ник                                                          |
| 2              | Магала Наталія Петрівна         | 02.11.2010            | вища               | позапартійна           | Більче-Золотецька загальноосвітня школа І-ІІІ ст., вчитель                                   |
| 3              | Білоус Ольга Василівна          | 02.11.2010            | вища               | позапартійна           | Більче-Золоте-цька сільська рада, прибиральниця                                              |
| 4              | Мандрик Володимир Михайлович    | 02.11.2010            | середня            | позапартійний          | Чортків-ський Держліс-госп Заліщицького лісництва, лісоруб                                   |
| 5              | Цинайко Ліда Романівна          | 02.11.2010            | вища               | позапартійна           | Більче-Золоте-цька сільська рада, бухгалтер                                                  |
| 7              | Мацик Марія Михайлівна          | 02.11.2010            | середня            | позапартійна           | Юр*ямпільська бібліоте-ка, бібліо-текар                                                      |
| 8              | Козак Петро Іванович            | 02.11.2010            | середня спеціальна | позапартійний          | Більче-Золотецький будинок культури, зав.клубом                                              |
| 9              | Хом'як Володимир Зіновійович    | 02.11.2010            | середня спеціальна | позапартійний          | ТОВ"Корпорація «Колос-ВС», водій                                                             |
| 10             | Равлюк Олександра Володимирівна | 26.12.2010            | вища               | позапартійна           | приватний підприємець                                                                        |
| 11             | Міськів Петро Васильович        | 02.11.2010            | вища               | позапартійний          | Більче-Золотецький храм Архистратига Михаїла, священик                                       |
| 12             | Кондрат Василь Васильович       | 02.11.2010            | середня спеціальна | позапартійний          | тимчасово не працює                                                                          |
| 13             | Бойчук Ганна Степанівна         | 02.11.2010            | середня            | позапартійна           | Відділення поштового зв'язку, листоноша                                                      |
| 14             | Морозюк Володимир Васильович    | 02.11.2010            | вища               | позапартійний          | тимчасово не працює                                                                          |
| 15             | Скафарик Наталія Василівна      | 02.11.2010            | середня            | позапартійна           | тимчасово не працює                                                                          |
| 16             | Іванишин Степан Васильович      | 02.11.2010            | вища               | позапартійний          | ТОВ"Корпорація «Колос-ВС», керівник                                                          |
| 17             | Браїк Михайло Анатолійович      | 02.11.2010            | вища               | позапартійний          | тимчасово не працює                                                                          |